# Мухаммад аль-Араби ад-Даркави
Абу 'Абдаллах Мухаммад аль-'Араби ад-Даркави (1760 год — 1823 год) — ведущий наставник тариката Шазилия в Марокко и основатель его ветви — ордена Даркавия. Автор статей и писем по практике суфизма. Был арестован из-за поддержки восстания против султана Мулай Сулаймана, но был освобожден султаном Абд ар-Рахманом. Его могила находится в завии Бу-Брих в городе Эр-Риф.
Шейх ад-Даркави оживил и дал новый стимул к проповедям созерцательного образа жизни для членов шазилийского братства, это привело к быстрому росту отделений ордена и тарикат, созданный после его смерти, приобрел большое влияние и значение во всей Северной Африке. Отделения ордена были открыты так же в Сирии и в Хиджазе.